# Linea Aizu
La linea Aizu (会津線?, Aidzu-sen) è una linea ferroviaria regionale a scartamento ridotto della prefettura di Fukushima che collega la città di Aizuwakamatsu con la cittadina di Minamiaizu dove i treni possono proseguire sulla linea Aizu Kinugawa della ferrovia Yagan. È di proprietà e gestita dalla Ferrovia di Aizu.

## Servizi
La ferrovia, lunga circa 57 km, è interamente a binario singolo e a trazione termica per la maggior parte del percorso (solo un tratto di 15,4 km fra Aizu-Tajima e Aizukōgen-Ozeguchi è elettrificato), e possiede 21 stazioni. Solo una coppia di treni al giorno compie l'intero percorso, mentre tutti gli altri solitamente terminano la corsa presso Aizu-Tajima. Oltre ai locali, fermanti in tutte le stazioni, il tratto fra Aizu-Tajima e il capolinea sud è utilizzato dagli espressi limitati delle Ferrovie Tōbu diretti a Tokyo.

## Stazioni
- Tutte le stazioni si trovano nella prefettura di Fukushima
- Tutti i treni fermano presso le stazioni indicate da "●"; alcuni treni fermano in corrispondenza di "▲". I treni turistici "torokko" con carrozze aperte saltano la stazione di Yōson-Kōen durante l'inverno.
- I treni rapidi (RA), rapidi sezionali (RS) e espressi sezionali (ES) da/per Asakusa fermano in tutte le stazioni sulla linea Aizu

| Stazione                                                           | Giapponese                                                     | Distanza                                                       | Distanza                                                       | RA                                                             | Treni da/per Asakusa                                           | Turistico "torokko"                                            | Collegamenti                                                   | Posizione                                                      |
| Stazione                                                           | Giapponese                                                     | Interst.                                                       | Totale                                                         | RA                                                             | Treni da/per Asakusa                                           | Turistico "torokko"                                            | Collegamenti                                                   | Posizione                                                      |
| Treni provenienti da/diretti a Aizu-Wakamatsu via linea Tadami     | Treni provenienti da/diretti a Aizu-Wakamatsu via linea Tadami | Treni provenienti da/diretti a Aizu-Wakamatsu via linea Tadami | Treni provenienti da/diretti a Aizu-Wakamatsu via linea Tadami | Treni provenienti da/diretti a Aizu-Wakamatsu via linea Tadami | Treni provenienti da/diretti a Aizu-Wakamatsu via linea Tadami | Treni provenienti da/diretti a Aizu-Wakamatsu via linea Tadami | Treni provenienti da/diretti a Aizu-Wakamatsu via linea Tadami | Treni provenienti da/diretti a Aizu-Wakamatsu via linea Tadami |
| ------------------------------------------------------------------ | -------------------------------------------------------------- | -------------------------------------------------------------- | -------------------------------------------------------------- | -------------------------------------------------------------- | -------------------------------------------------------------- | -------------------------------------------------------------- | -------------------------------------------------------------- | -------------------------------------------------------------- |
| Nishi-Wakamatsu                                                    | 西若松                                                         | -                                                              | 0.0                                                            | ●                                                              |                                                                | ●                                                              | Linea Tadami (per Koide)                                       | Aizuwakamatsu                                                  |
| Minami-Wakamatsu                                                   | 南若松                                                         | 3.0                                                            | 3.0                                                            | ▲                                                              |                                                                | ｜                                                             |                                                                | Aizuwakamatsu                                                  |
| Monden                                                             | 門田                                                           | 1.9                                                            | 4.9                                                            | ▲                                                              |                                                                | ｜                                                             |                                                                | Aizuwakamatsu                                                  |
| Amaya                                                              | あまや                                                         | 2.8                                                            | 7.7                                                            | ▲                                                              |                                                                | ｜                                                             |                                                                | Aizuwakamatsu                                                  |
| Ashinomaki-Onsen                                                   | 芦ノ牧温泉                                                     | 2.8                                                            | 10.5                                                           | ●                                                              |                                                                | ●                                                              |                                                                | Aizuwakamatsu                                                  |
| Ōkawa-Dam-Kōen                                                     | 大川ダム公園                                                   | 5.7                                                            | 16.2                                                           | ▲                                                              |                                                                | ｜                                                             |                                                                | Aizuwakamatsu                                                  |
| Ashinomaki-Onsen-Minami                                            | 芦ノ牧温泉南                                                   | 1.5                                                            | 17.7                                                           | ▲                                                              |                                                                | ｜                                                             |                                                                | Aizuwakamatsu                                                  |
| Yunokami-Onsen                                                     | 湯野上温泉                                                     | 5.0                                                            | 22.7                                                           | ●                                                              |                                                                | ●                                                              |                                                                | Shimogō Minamiaizu                                             |
| Tō-no-Hetsuri                                                      | 塔のへつり                                                     | 3.8                                                            | 26.5                                                           | ▲                                                              |                                                                | ●                                                              |                                                                | Shimogō Minamiaizu                                             |
| Yagoshima                                                          | 弥五島                                                         | 1.5                                                            | 28.0                                                           | ▲                                                              |                                                                | ｜                                                             |                                                                | Shimogō Minamiaizu                                             |
| Aizu-Shimogō                                                       | 会津下郷                                                       | 3.1                                                            | 31.1                                                           | ●                                                              |                                                                | ●                                                              |                                                                | Shimogō Minamiaizu                                             |
| Furusato-Kōen                                                      | ふるさと公園                                                   | 1.4                                                            | 32.5                                                           | ▲                                                              |                                                                | ｜                                                             |                                                                | Shimogō Minamiaizu                                             |
| Yōson-Kōen                                                         | 養鱒公園                                                       | 2.6                                                            | 35.1                                                           | ▲                                                              |                                                                | *                                                              |                                                                | Shimogō Minamiaizu                                             |
| Aizu-Nagano                                                        | 会津長野                                                       | 2.2                                                            | 37.3                                                           | ▲                                                              |                                                                | ｜                                                             |                                                                | Minamiaizu                                                     |
| Tajima-Kōkō-Mae                                                    | 田島高校前                                                     | 2.2                                                            | 39.5                                                           | ▲                                                              |                                                                | ｜                                                             |                                                                | Minamiaizu                                                     |
| Aizu-Tajima                                                        | 会津田島                                                       | 2.5                                                            | 42.0                                                           | ●                                                              | ●                                                              | ●                                                              |                                                                | Minamiaizu                                                     |
| Naka-Arai                                                          | 中荒井                                                         | 3.8                                                            | 45.8                                                           | ▲                                                              | ●                                                              |                                                                |                                                                | Minamiaizu                                                     |
| Aizu-Arakai                                                        | 会津荒海                                                       | 3.4                                                            | 49.2                                                           | ▲                                                              | ●                                                              |                                                                |                                                                | Minamiaizu                                                     |
| Aizu-Sanson-Dōjō                                                   | 会津山村道場                                                   | 0.9                                                            | 50.1                                                           | ▲                                                              | ●                                                              |                                                                |                                                                | Minamiaizu                                                     |
| Nanatsugatake-Tozanguchi                                           | 七ヶ岳登山口                                                   | 3.0                                                            | 53.1                                                           | ▲                                                              | ●                                                              |                                                                |                                                                | Minamiaizu                                                     |
| Aizukōgen-Ozeguchi                                                 | 会津高原尾瀬口                                                 | 4.3                                                            | 57.4                                                           | ●                                                              | ●                                                              |                                                                | Linea Aizu Kinugawa (servizi diretti)                          | Minamiaizu                                                     |
| Servizi diretti da/per la linea Aizu Kinugawa della Ferrovia Yagan |                                                                |                                                                |                                                                |                                                                |                                                                |                                                                |                                                                |                                                                |